# Хаясака, Фумио
Фумио Хаясака (яп. 早坂 文雄 англ. Hayasaka Fumio; 19 августа 1914 — 15 октября 1955) — японский композитор. Наиболее известен благодаря сотрудничеству со своим другом, режиссёром Акирой Куросавой.

## Биография

### Начало пути
Фумио Хаясака родился 19 августа 1914 года в городе Мияги. В 1918 году его семья переехали в Саппоро. В 1939 году Хаясака переехал в Токио, чтобы начать карьеру в качестве композитора. Он устроился работать в недавно основанную кинокомпанию Toho, и вскоре быстро завоевал признание за свои работы. В 1946 году он получил премию «Майтити» за фильм «Minshū no Teki», а 1947 году за фильм «Joyu».

### Сотрудничество с Куросавой
В 1947 году Хаясака познакомился с начинающим режиссёром Акирой Куросавой и сочинил музыку к его фильму Пьяный ангел (1948). Между режиссёром и композитором сразу завязались очень глубокие художественные отношения, и Хаясака внес свой вклад в визуальную часть фильма. В своей автобиографии Куросава признался, что работа с Хаясакой изменила его мнение о том, как использовать музыку в кино. С тех пор он воспринимал музыку как «контрапункт» изображения, а не как просто «аккомпанемент».
Фильм «Расёмон» был особенно значим для Хаясаки. Он принёс ему мировую славу, а сам фильм стал первым японским фильмом в истории, который стал широко известен на Западе.
В дальнейшем, Хаясака сочинил музыку для таких фильмов Куросавы как «Бездомный пёс» (1949), «Скандал» (1950), «Расёмон» (1950), «Идиот» (1951), «Жить» (1952) и «Семь самураев» (1954).

### Смерть
15 октября 1955 года, Хаясака умер от туберкулёза в Токио, в возрасте 41 года. Он умер во время работы над музыкой к следующему фильму Куросавы «Я живу в страхе». Куросава был глубоко опечален смертью своего друга и «впал в глубокую депрессию». Работу над саундтреком завершил Масару Сато.

## Частичная фильмография
- 1948 — Пьяный ангел (яп. 酔いどれ天使)
- 1949 — Тихий поединок (яп. 静かなる決闘)
- 1949 — Бездомный пёс (яп. 野良犬)
- 1950 — Скандал (яп. 醜聞)
- 1950 — Расёмон (яп. 羅生門)
- 1951 — Еда (яп. めし)
- 1951 — Дама из Мусасино (яп. 武蔵野夫人)
- 1951 — Госпожа Ою (яп. お遊さま)
- 1951 — Идиот (яп. 白痴)
- 1952 — Жить (яп. 生きる)
- 1953 — Сказки туманной луны после дождя (яп. 雨月物語)
- 1954 — Семь самураев (яп. 七人の侍)
- 1954 — Повесть Тикамацу (яп. 近松物語)
- 1954 — Управляющий Сансё (яп. 山椒大夫)
- 1955 — Ёкихи (яп. 楊貴妃)
- 1955 — Я живу в страхе (яп. 生きものの記録)